# José van Dam
Pour les articles homonymes, voir Van Dam, Van Damme et Dam.
Joseph Van Damme, dit José van Dam, né le 25 août 1940 à Ixelles, est un chanteur d'opéra belge. C'est un baryton-basse.

## Débuts
José van Dam naît en août 1940 (son père est ébéniste). Un enregistrement a été conservé de la fois où, à l'âge de onze ans, il a chanté Schubert à l'église. Il chantait en flamand comme en français.
Dès l'époque de la mue de sa voix, il étudie le chant au Conservatoire royal de Bruxelles, dans la classe de Frédéric Anspach, remarquable pédagogue qui a "sorti" une quinzaine de chanteurs professionnels. Dès sa sortie du Conservatoire, en 1961, il chante à l'Opéra de Paris (Les Troyens de Berlioz).
Il est ensuite lauréat des concours de Liège, de Toulouse et de Genève (1964).
De 1967 à 1973, il est à l'opéra de Berlin pour une première interprétation du rôle de Leporello du Don Giovanni de Mozart, rôle fétiche pour longtemps.

## La consécration
À partir de 1968, il chante au Festival de Salzbourg, puis au Festival de Pâques de Salzbourg.
En 1970, il commence une grande carrière internationale à la Scala de Milan, au Metropolitan Opera de New York, à Covent Garden, à Vienne et au Théâtre royal de la Monnaie de Bruxelles, où il joue dans Boris Godounov, Falstaff, Wozzeck, Les Noces de Figaro, Salomé, Gianni Schicchi, Il turco in Italia. 
En 1973, il retourne à Paris pour des premiers rôles dans Les Contes d'Hoffmann, La Bohème, Les Noces de Figaro. 
En 1983, il tient le rôle-titre lors de la création du Saint François d'Assise d'Olivier Messiaen, repris en 2004.
En 1997, il chante Don Quichotte dans L'Homme de la Mancha que Brel avait interprété 30 ans auparavant ; deux séries de représentations à l'Opéra royal de Wallonie à Liège.
En 2010, il est élu "Octave d'honneur" aux Octaves de la musique.

## Récital
Depuis 1993, Maciej Pikulski est son pianiste accompagnateur principal en récital dans les plus grandes salles du monde : Carnegie Hall à New York, La Scala de Milan, La Monnaie à Bruxelles, Concertgebouw d'Amsterdam, Teatro Colón à Buenos Aires, Théâtre des Champs-Élysées à Paris... et lors de 3 enregistrements discographiques.

## Mandats
- Directeur responsable des études supérieures de Chant au Conservatoire de Paris
- Kammersänger de la ville de Berlin
- Président d'honneur des associations sans but lucratif Une note pour chacun (Belgique) et Lamanch (Argentine)
- Maître en résidence (chant) à la Chapelle Musicale Reine Elisabeth (Waterloo, Belgique)
- Président d'honneur du Festival de Musique d'Aubusson.

## Honneurs et célébrations
- Citoyen d'honneur de Bruxelles et de Paris
- Trois fois lauréat des Victoires de la musique
- Deux fois lauréat du Grammy Award
- Lauréat du prix de la critique allemande
- Lauréat du Grand Prix de l'Académie du disque français
- Lauréat de l'Orphée d'or de l'Académie lyrique française
- Lauréat du prix Caecilia d'honneur
- Médaille d'or de la presse belge
- Musicien européen de l'année 1990
- Officier de l'ordre de Léopold II
- Commandeur de l'ordre des Arts et des Lettres (France) le 29 avril 1994[3]
- Fait baron par le roi Albert II en 1998 en reconnaissance de son immense carrière
- Docteur honoris causa des Facultés universitaires catholiques de Mons en 2010 et de l'Université de Montréal en 2000
- Chevalier de la Légion d'honneur (France) en février 2011
- En décembre 2005, il est élu au 6e rang du plus Grand Belge de tous les temps par le public de la RTBF
- Octave d'honneur lors des Octaves de la musique 2010
- Citoyen d'honneur de Liège (2018)[4]
- Récompensé pour l'ensemble de sa carrière lors des International Opera Awards (2024)[5]

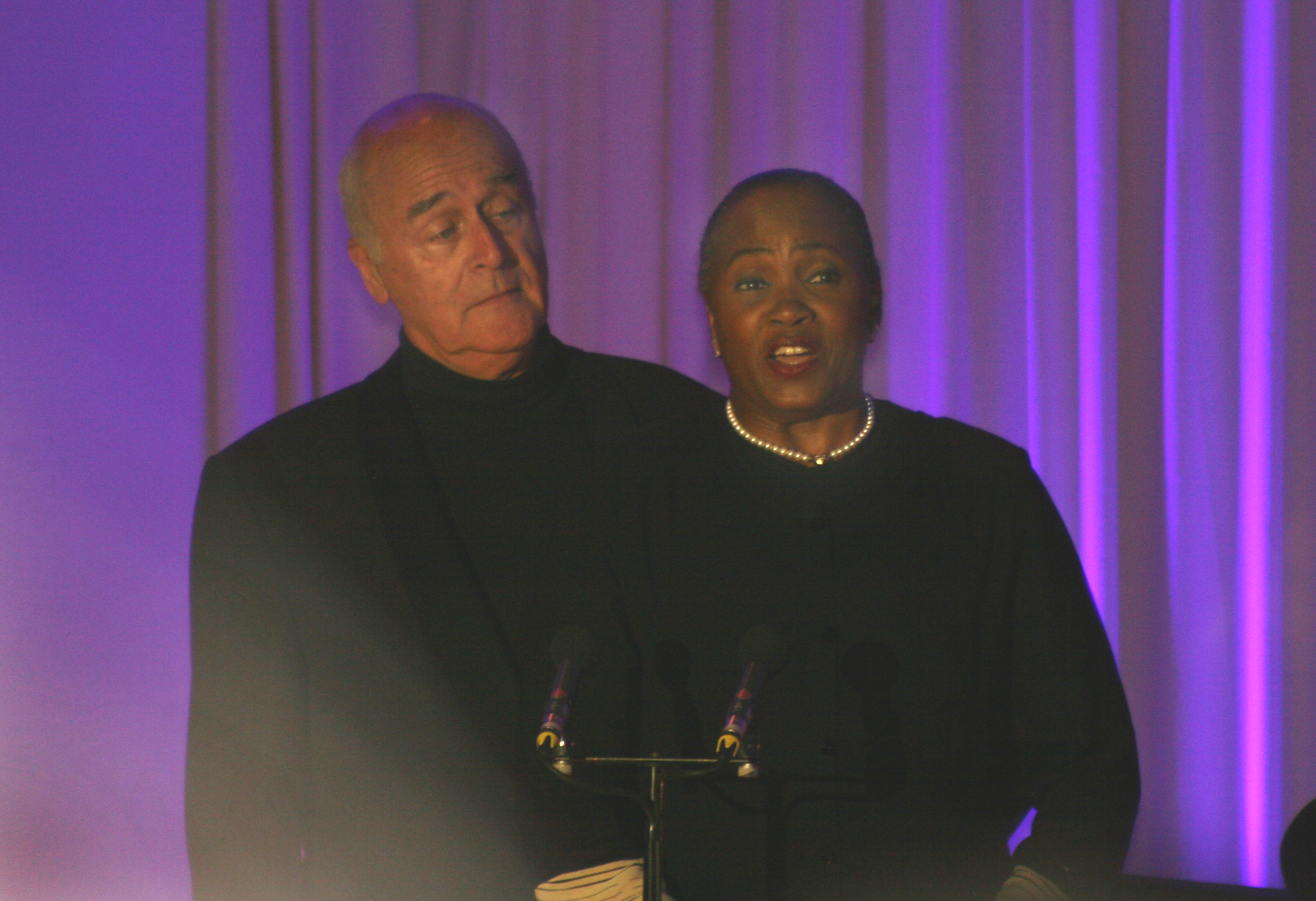
José Van Dam et Barbara Hendricks, Bruxelles 2006.

## Filmographie
- 1979 : Don Giovanni de Joseph Losey, rôle de Leporello
- 1988 : Le Maître de musique, de Gérard Corbiau

### Documentaire
- 1990 : Une leçon particulière. Réalisation Jean-François Jung. Conception Olivier Bernager et François Manceaux

## Discographie
La vaste discographie de José van Dam comprend la plupart des grands rôles de baryton, de nombreuses mélodies françaises (dont Don Quichotte à Dulcinée de Maurice Ravel), ainsi que deux cycles de Schubert (Voyage d'hiver, Chant du cygne), une intégrale Duparc avec Maciej Pikulski, L’Enfance du Christ avec Gardiner et Les Nuits d'été, de Berlioz avec Serge Baudo. Sous la direction de Jean-Claude Casadesus avec l'Orchestre national de Lille, il a enregistré Des Knaben Wunderhorn, les Rückert-Lieder et les Kindertotenlieder de Gustav Mahler.
Le rôle d'Alaouddin dans Padmâvatî de Roussel avec l'Orchestre National du Capitole de Toulouse, dir. Michel Plasson (1982 1983 report 2 CD Erato 2019). Il convient aussi de noter son interprétation de Leporello dans Don Giovanni qui constitue une référence.
Son rôle-titre écrasant[non neutre] dans l'Œdipe d'Enesco sous la direction de Lawrence Foster, en 1990, a été unanimement admiré par les critiques de disques[réf. nécessaire],[non neutre]. Son Don Quichotte de Massenet dirigé par Michel Plasson a été récompensé d'une Victoire de la musique classique en 1994.

### DVD
- Pelléas et Mélisande de Debussy - Chef d'orchestre: John Eliot Gardiner - Chanteurs: François Le Roux, José van Dam, Roger Soyer, Jocelyne Taillon, Françoise Golfier, Opéra National de Lyon (2002)